# Liste der Baudenkmäler im Rhein-Sieg-Kreis

Rhein-Sieg-Kreis

Die Liste der Baudenkmäler im Rhein-Sieg-Kreis umfasst:
- Liste der Baudenkmäler in Alfter
- Liste der Baudenkmäler in Bad Honnef
- Liste der Baudenkmäler in Bornheim
- Liste der Baudenkmäler in Eitorf
- Liste der Baudenkmäler in Hennef (Sieg)
- Liste der Baudenkmäler in Königswinter
- Liste der Baudenkmäler in Lohmar
- Liste der Baudenkmäler in Meckenheim
- Liste der Baudenkmäler in Much
- Liste der Baudenkmäler in Neunkirchen-Seelscheid
- Liste der Baudenkmäler in Niederkassel
- Liste der Baudenkmäler in Rheinbach
- Liste der Baudenkmäler in Ruppichteroth
- Liste der Baudenkmäler in Sankt Augustin
- Liste der Baudenkmäler in Siegburg
- Liste der Baudenkmäler in Swisttal
- Liste der Baudenkmäler in Troisdorf
- Liste der Baudenkmäler in Wachtberg
- Liste der Baudenkmäler in Windeck

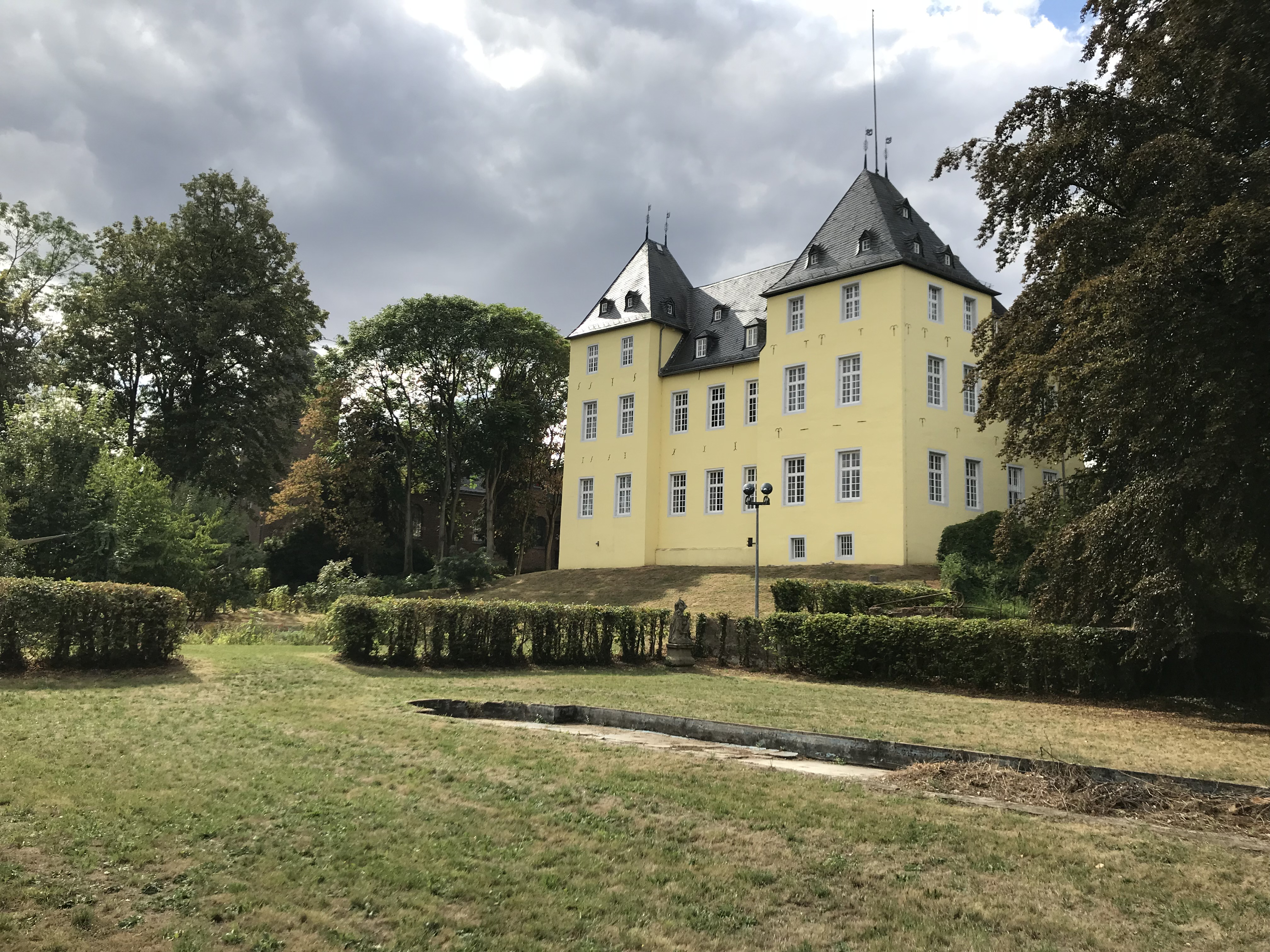
Schloss (1721) (Alfter)
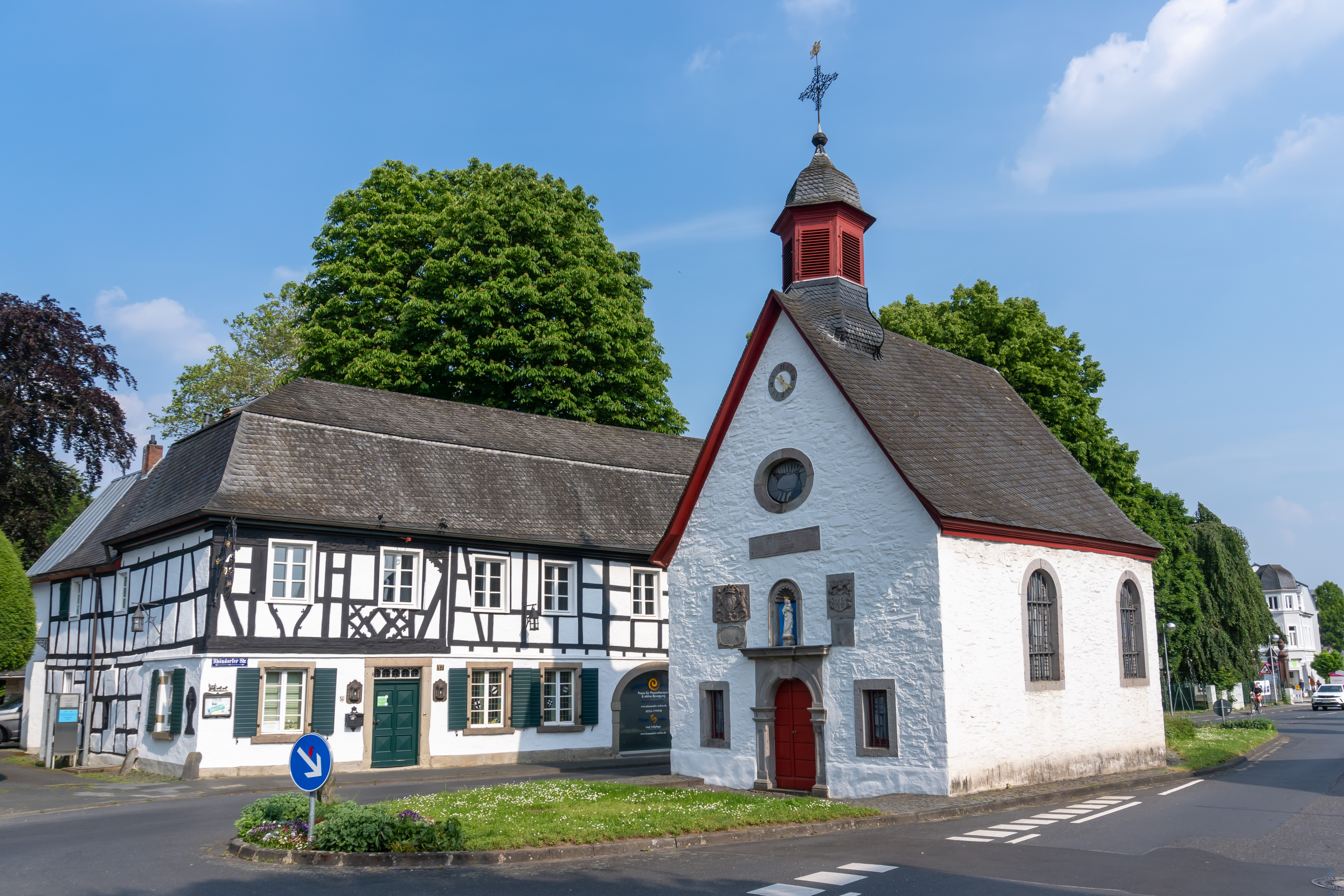
Marienkapelle (1714–16) Rhöndorf (Bad Honnef)
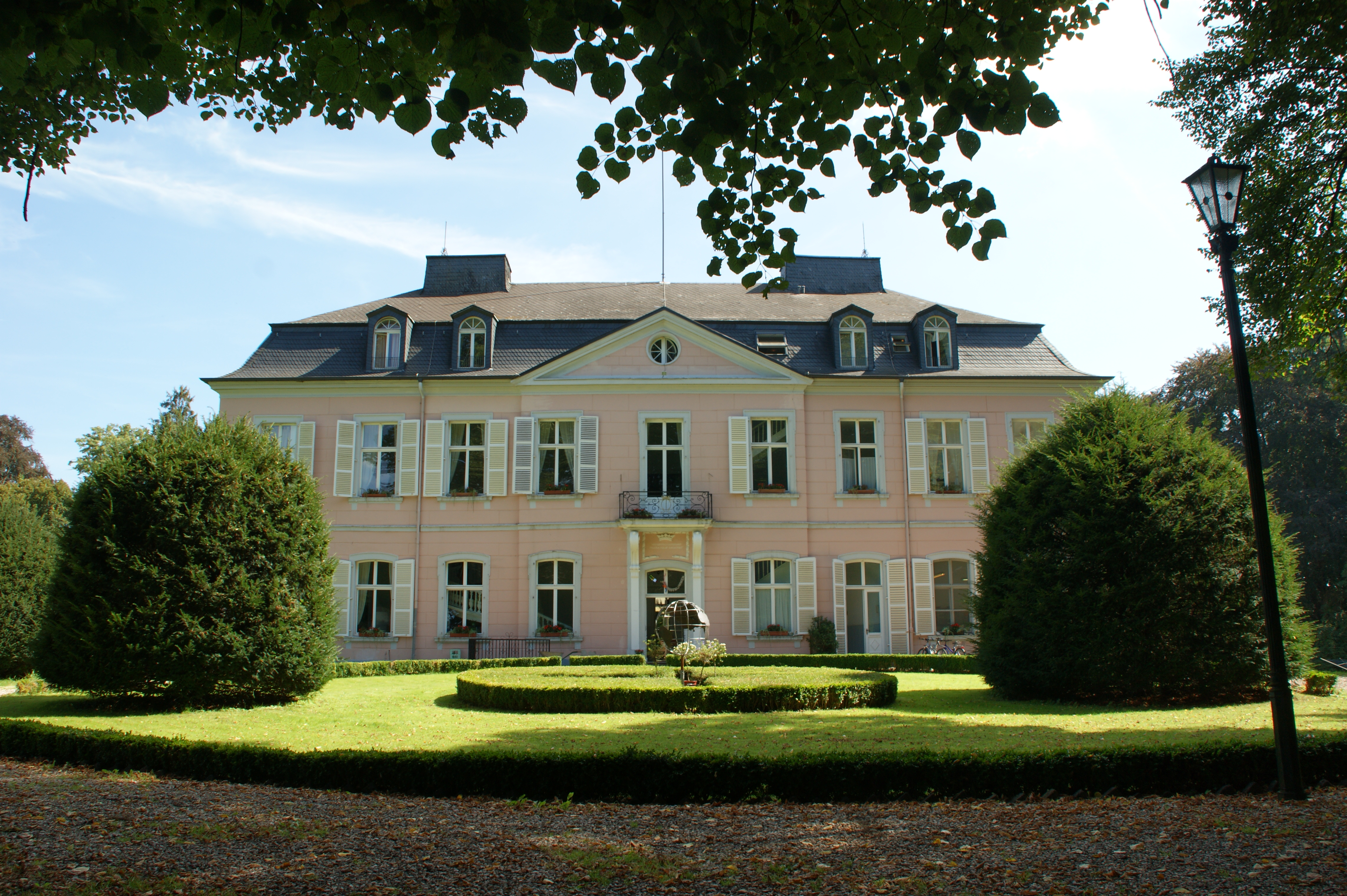
Schloss (Bornheim (Rheinland))
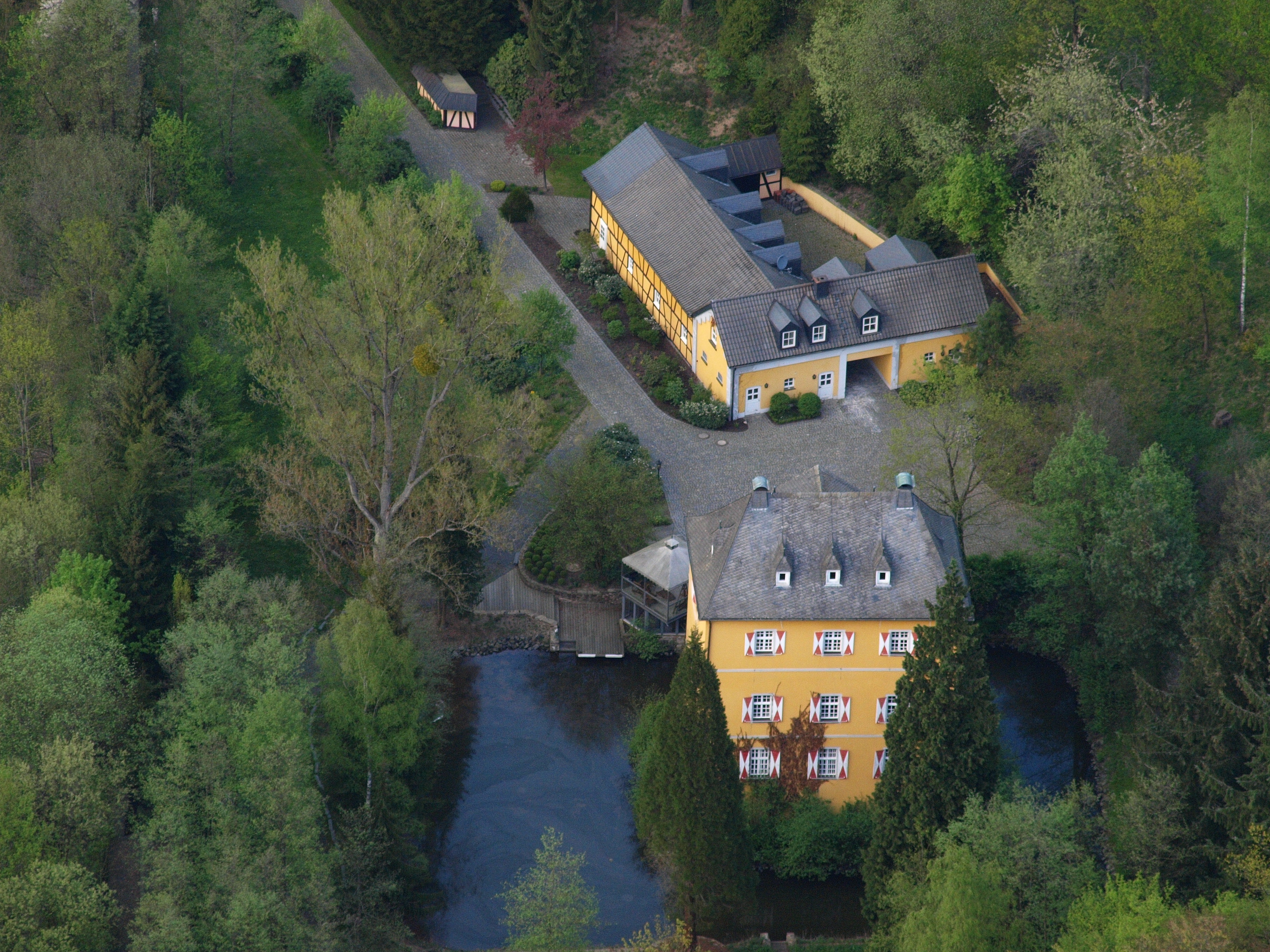
Burg Welterode (Eitorf)
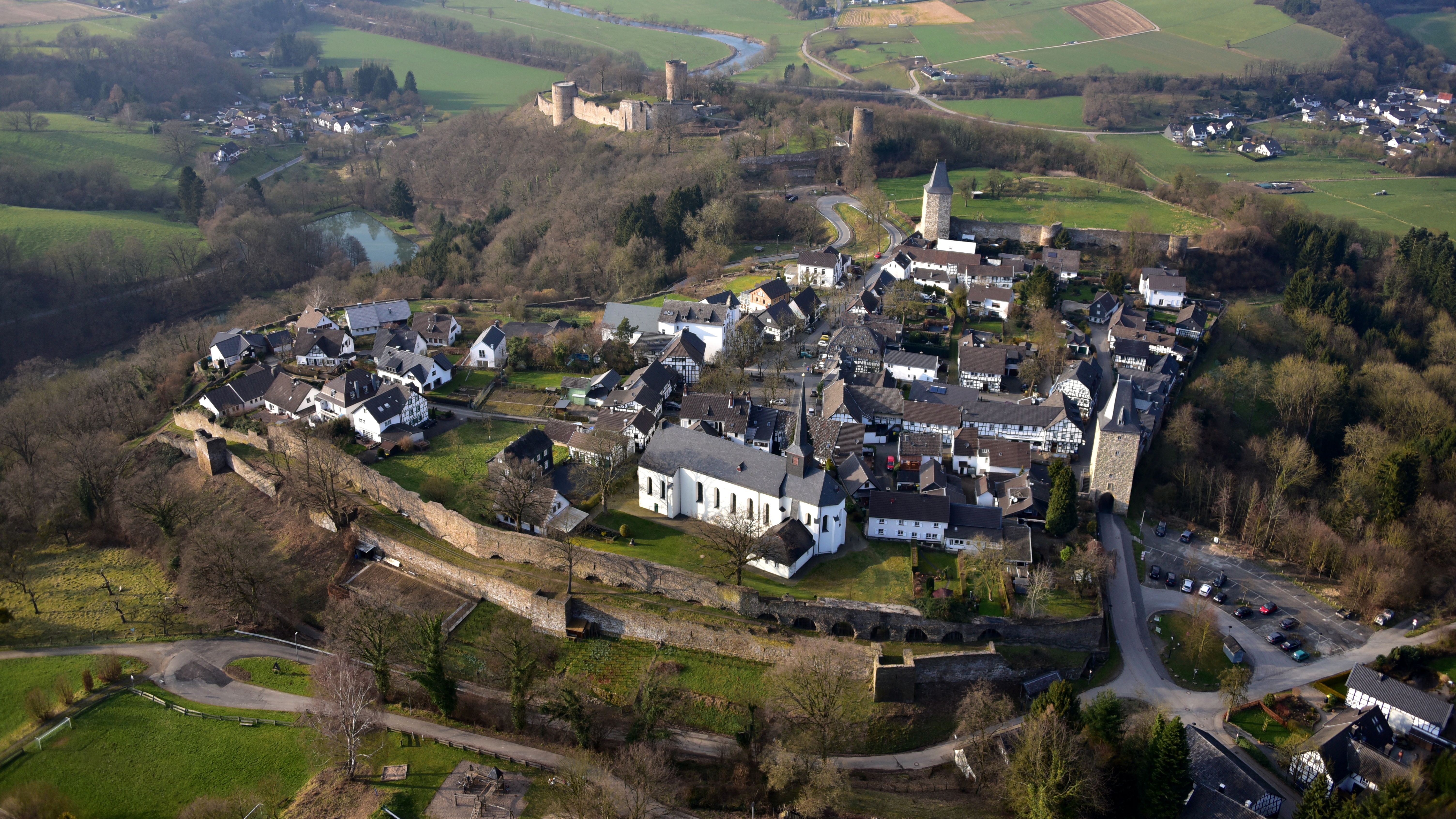
Stadt Blankenberg Stadtbefestigung (Hennef (Sieg))
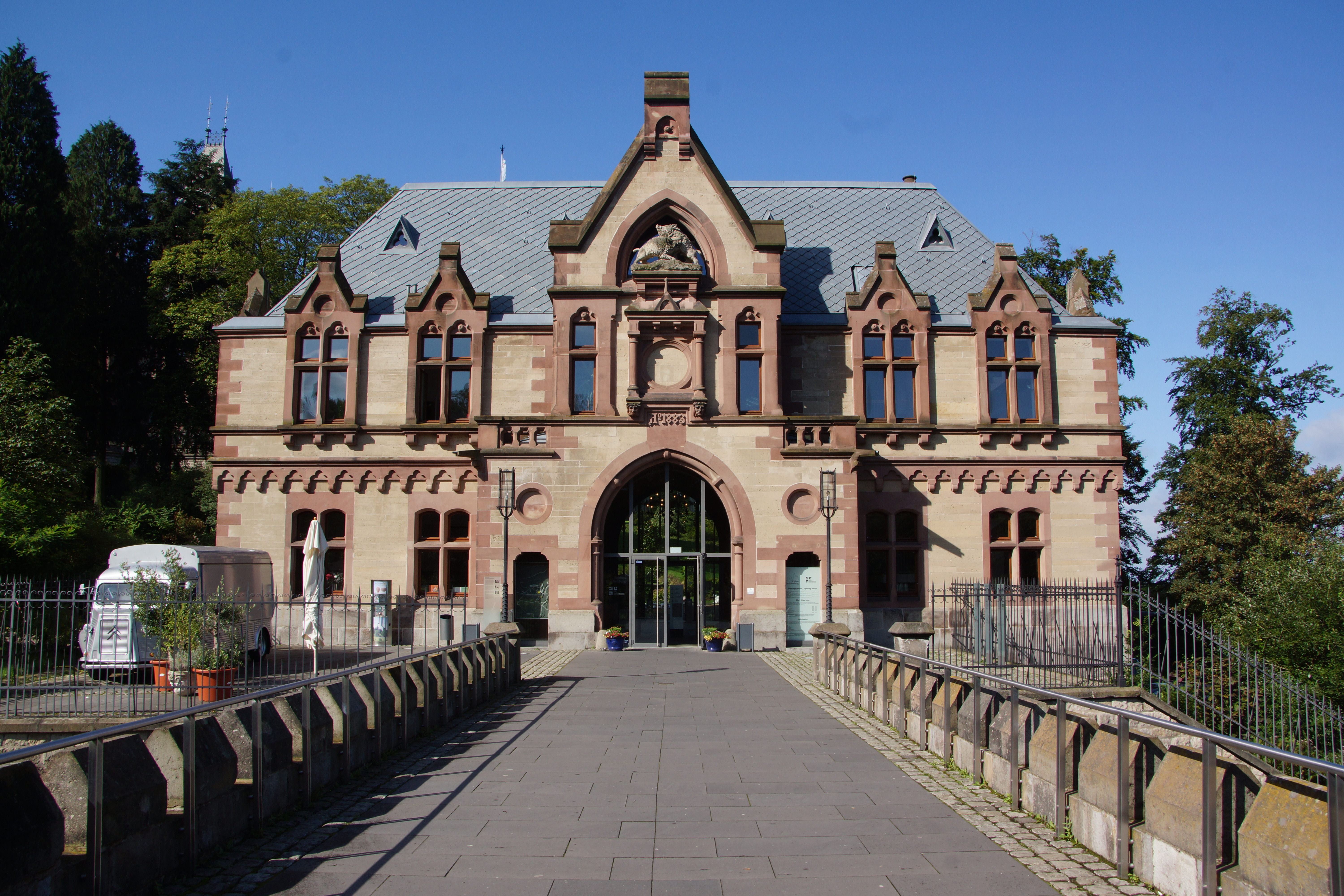
Vorburg Schloss Drachenburg (Königswinter)
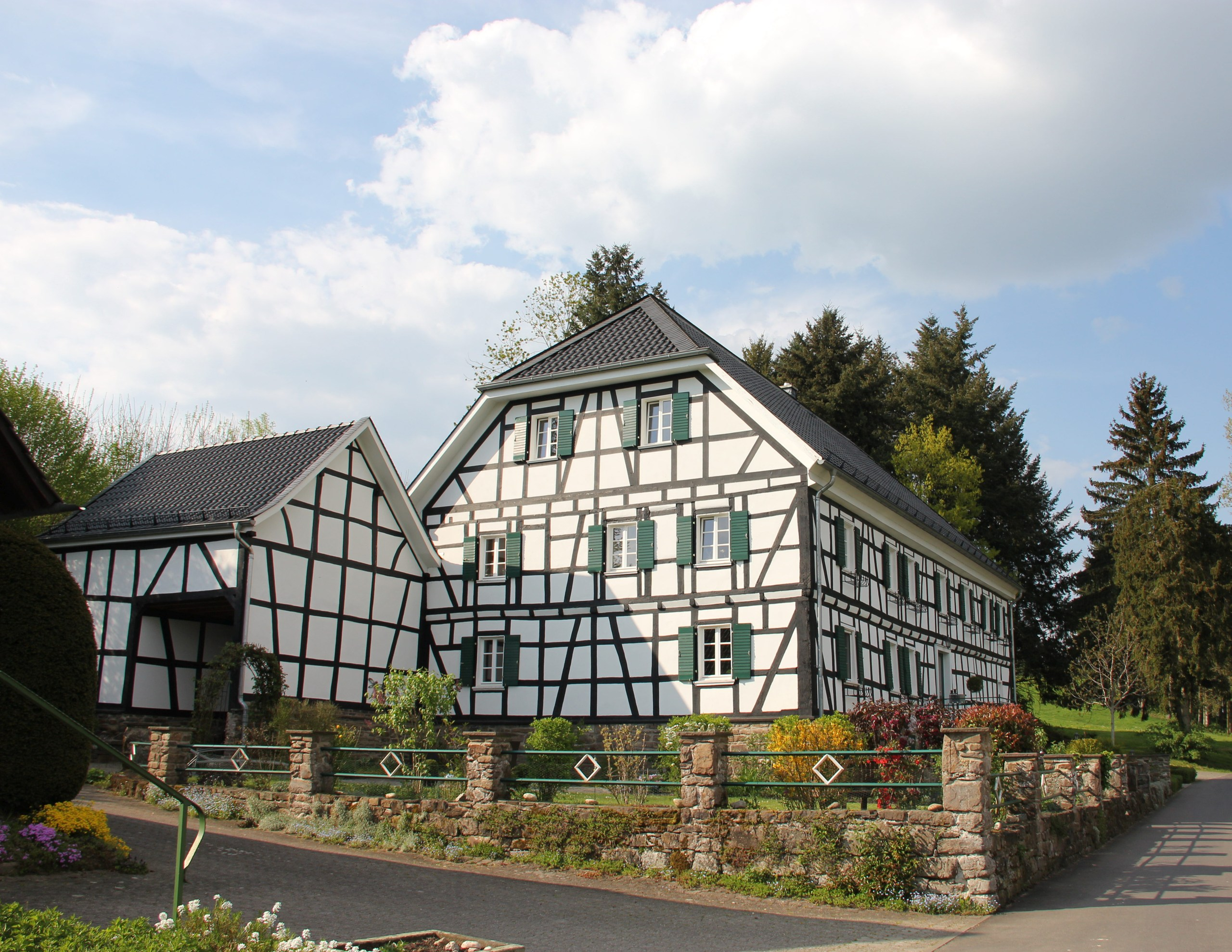
Brückerhof (Lohmar)
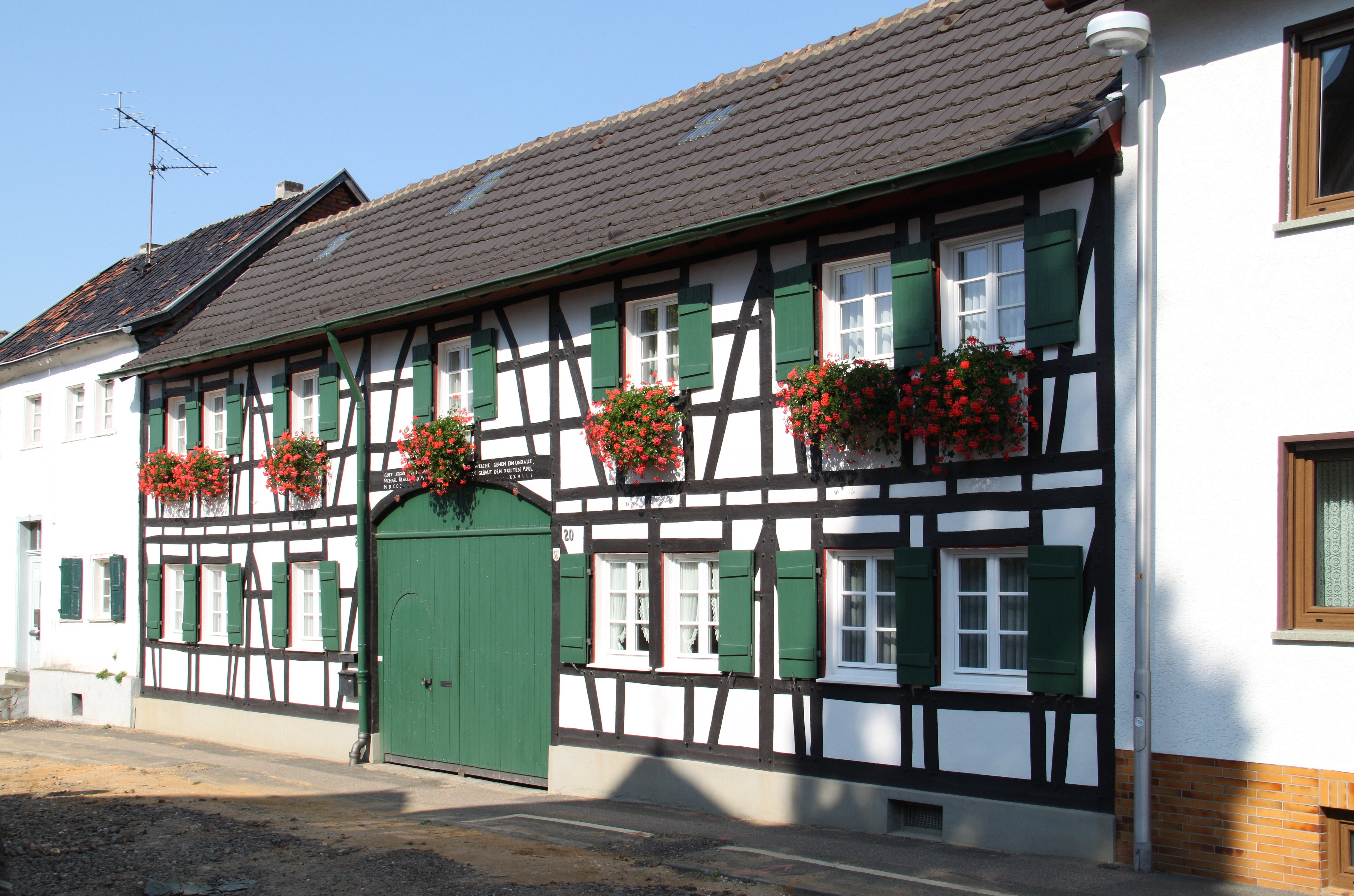
Fachwerkhaus Lüftelberg (Meckenheim)
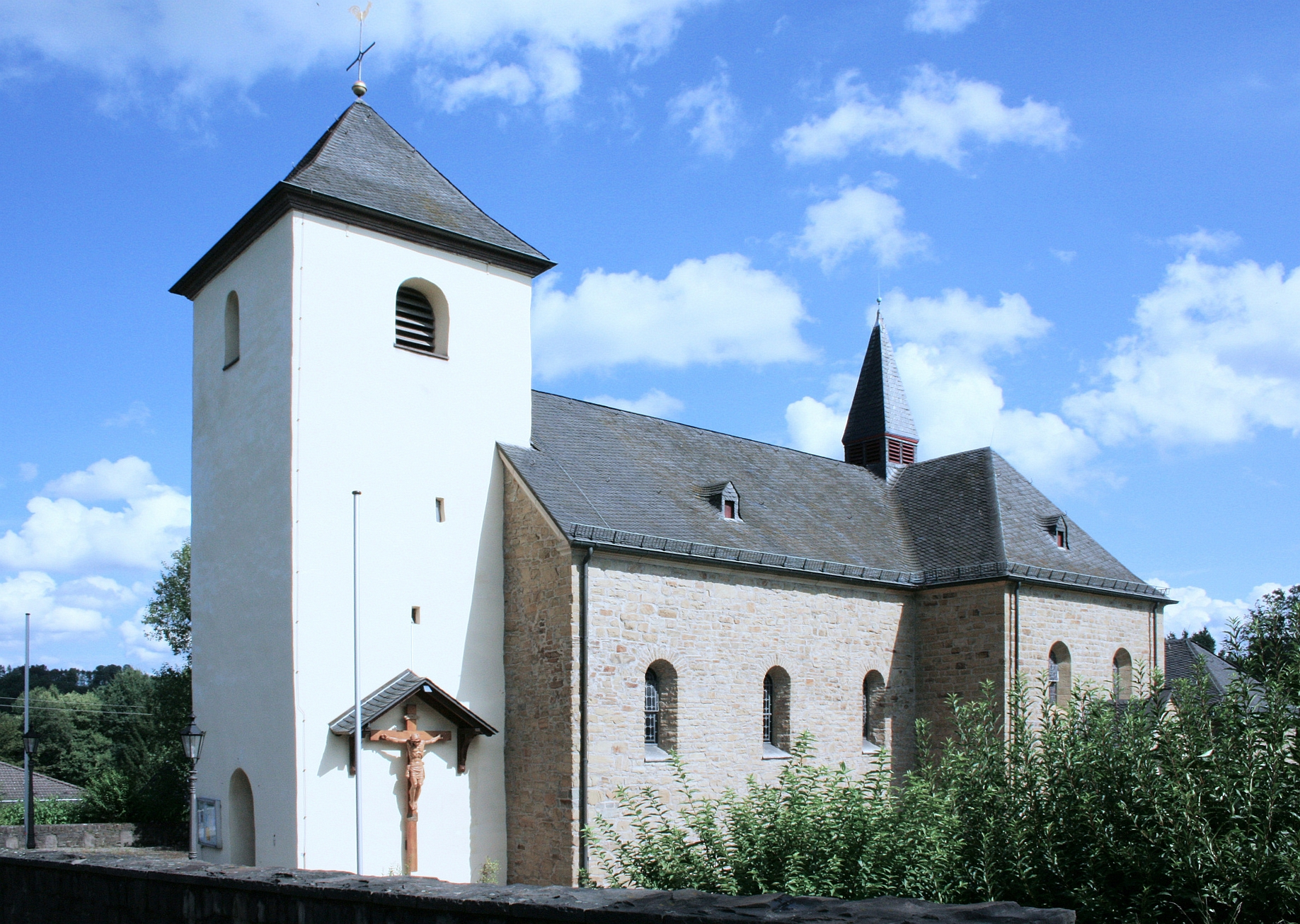
Kreuzkapelle St. Johann Baptist (Much)
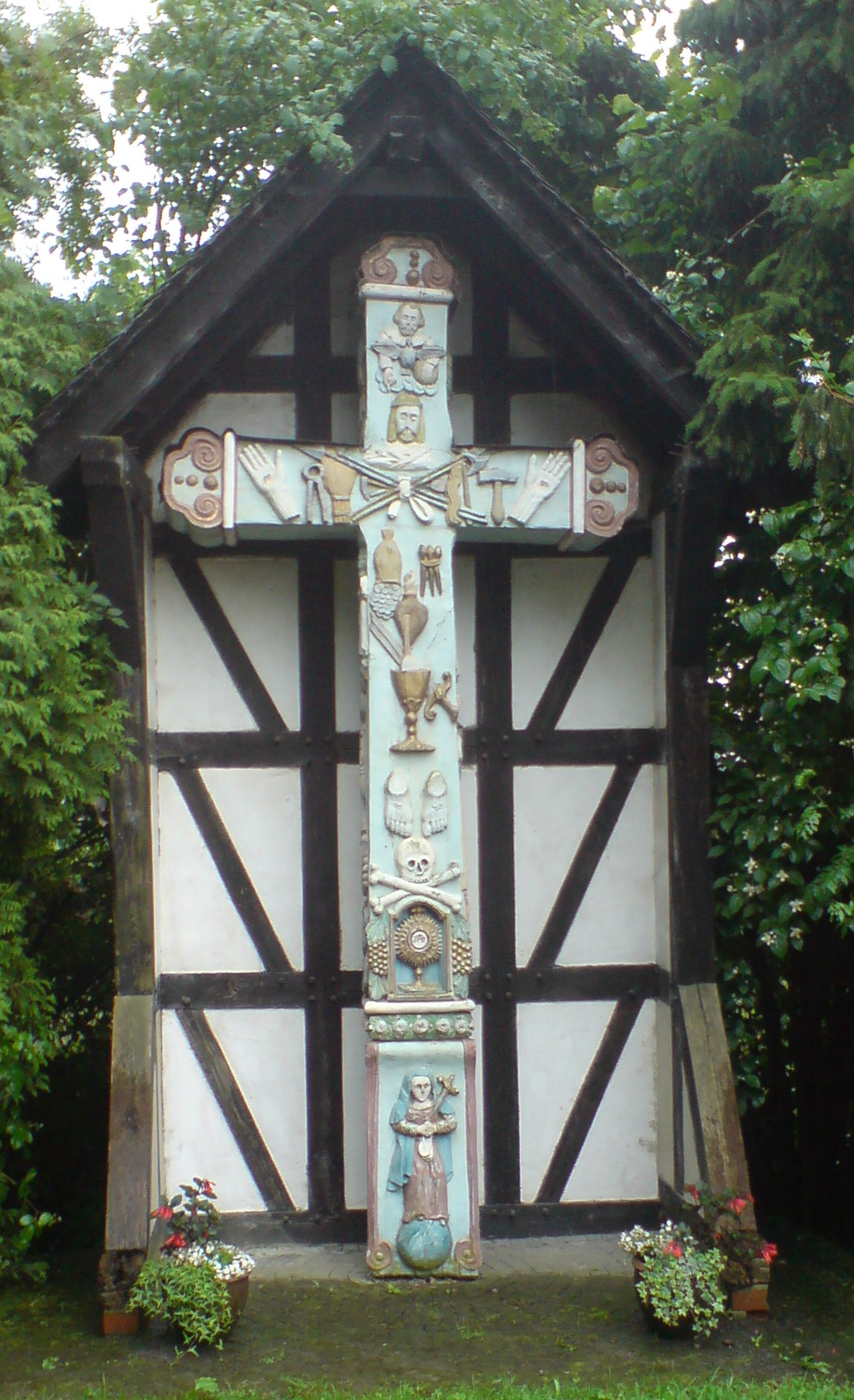
Passionskreuz (Neunkirchen-Seelscheid)
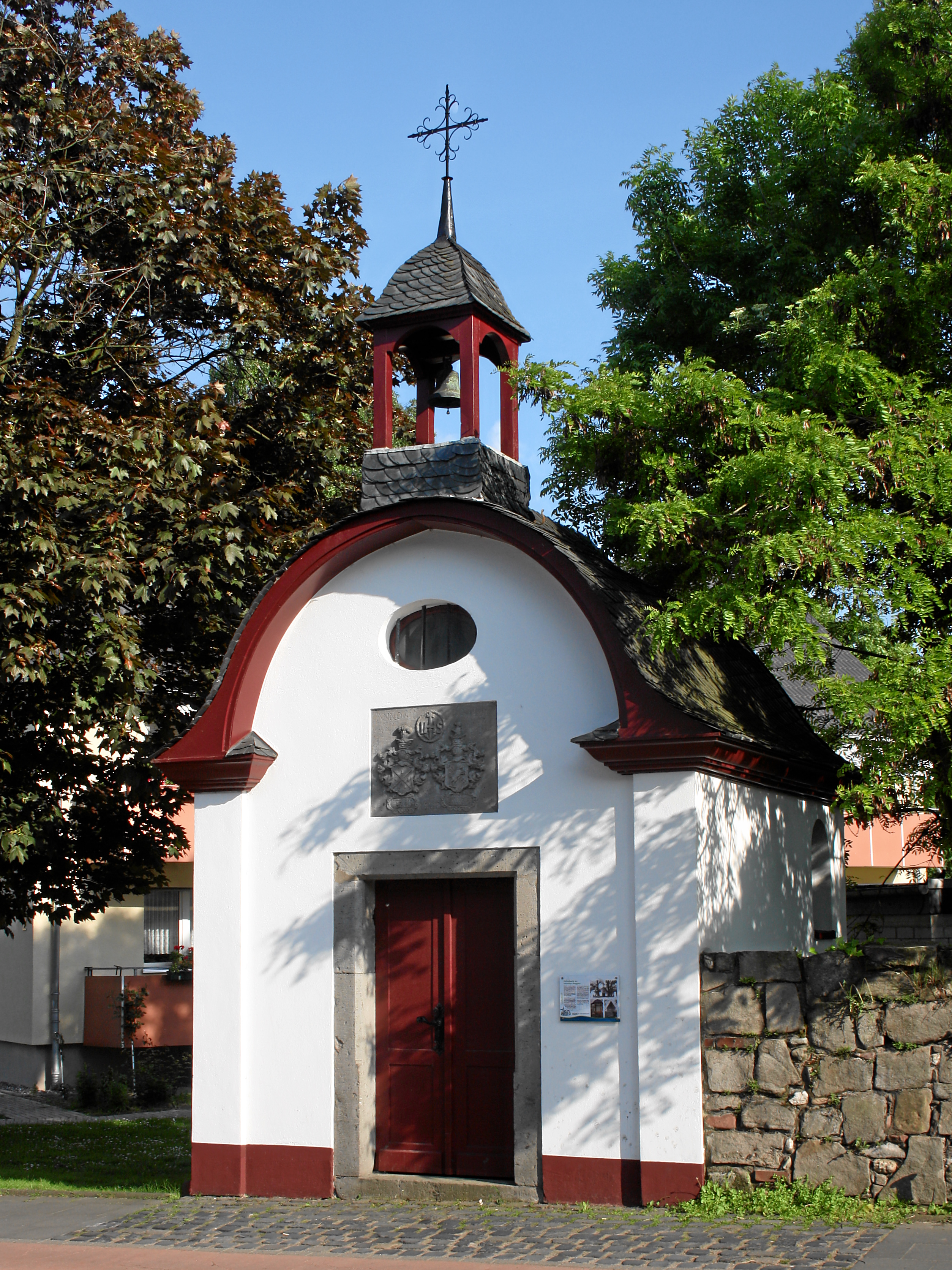
Rochuskapelle Luelsdorf (Niederkassel)
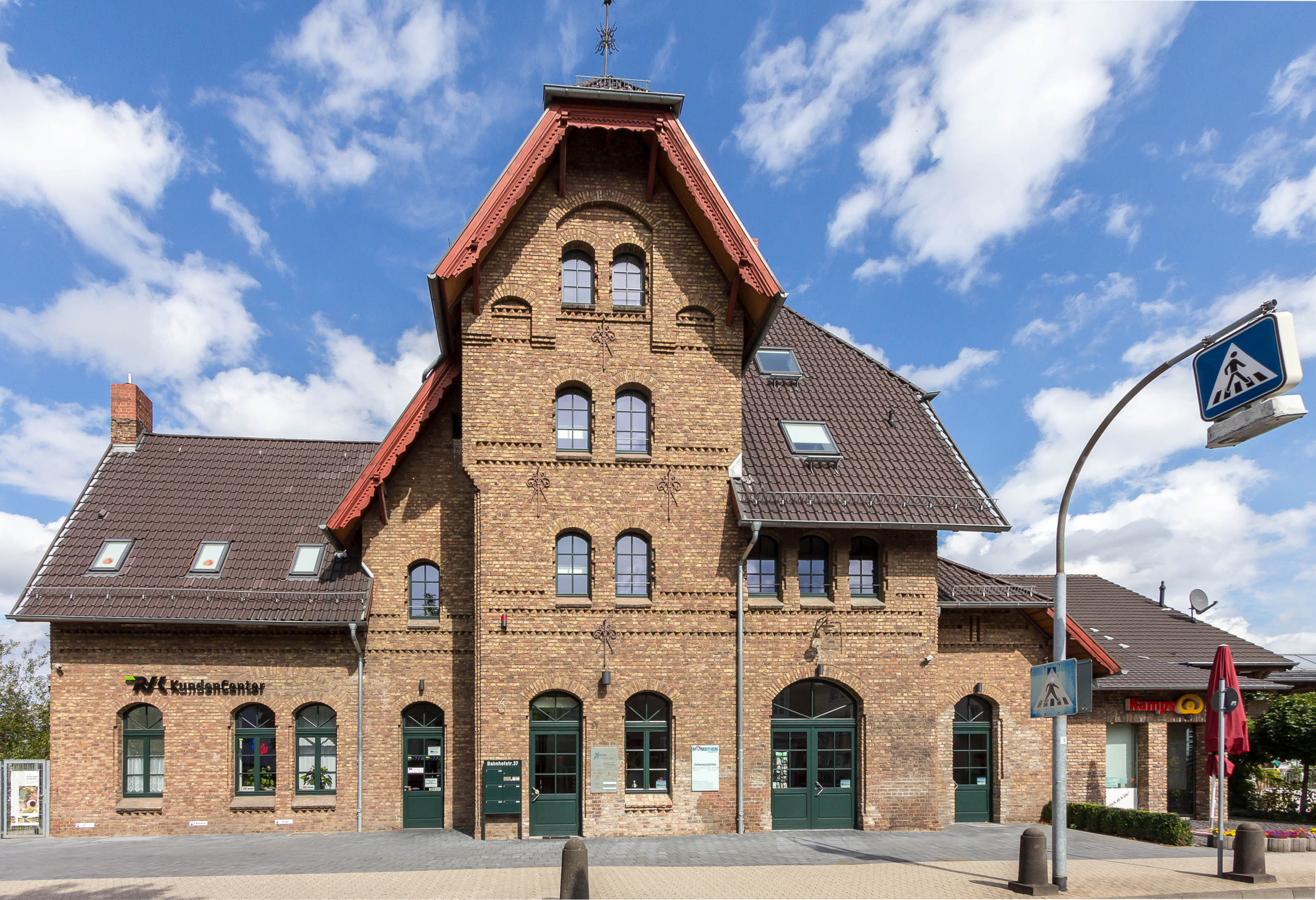
Bahnhof (Rheinbach)
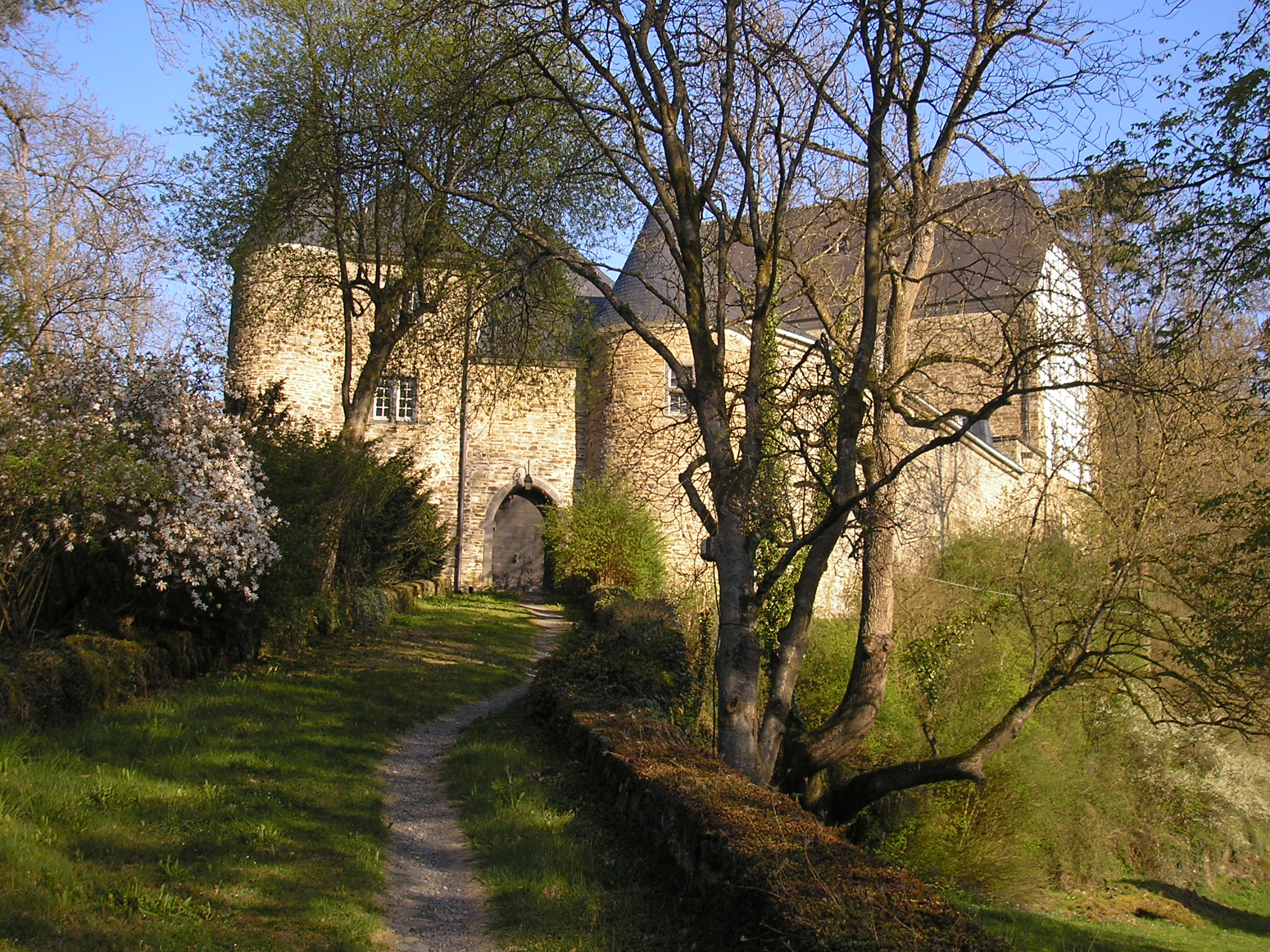
Burg Herrnstein (Ruppichteroth)
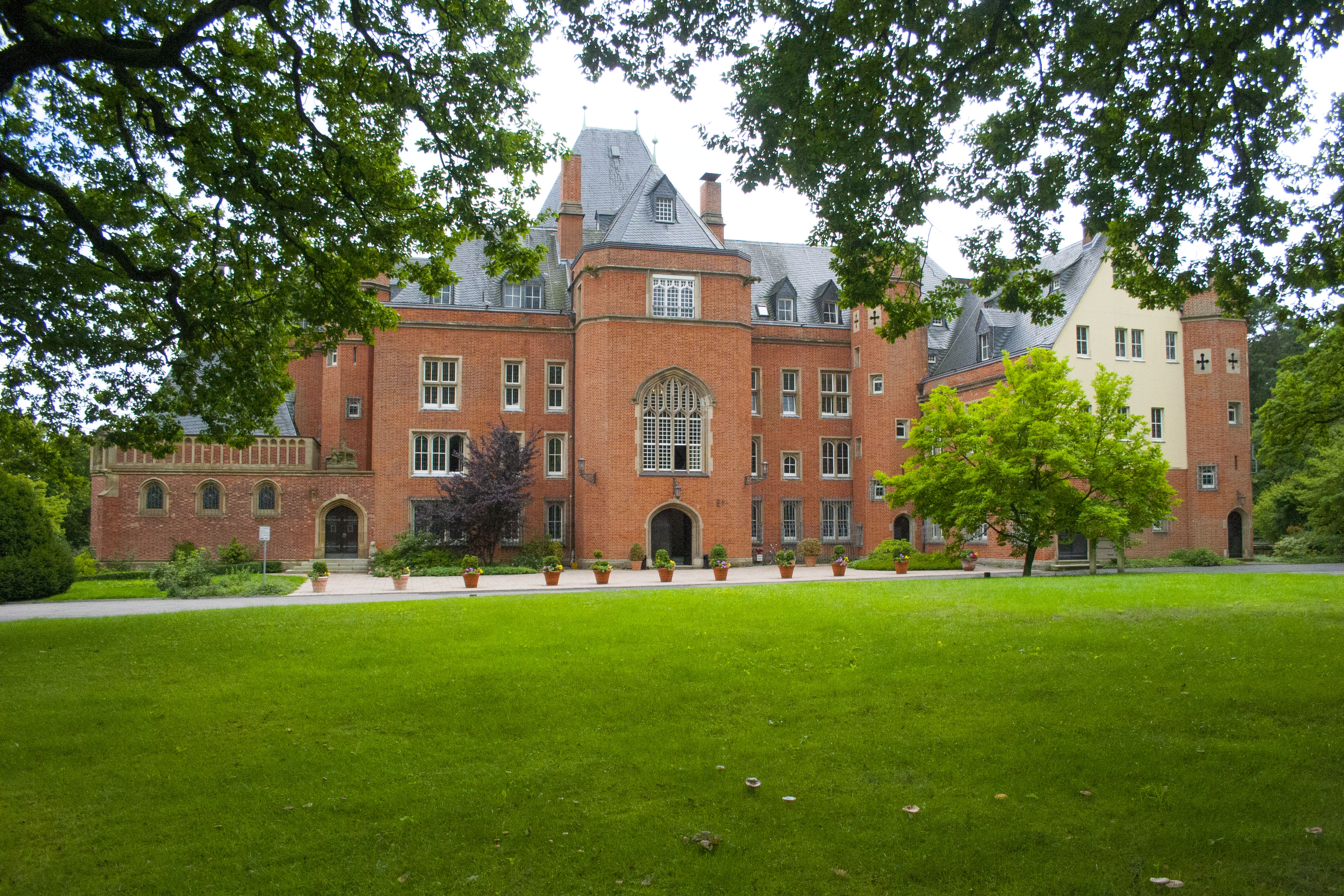
Schloss Birlinghoven (Sankt Augustin)
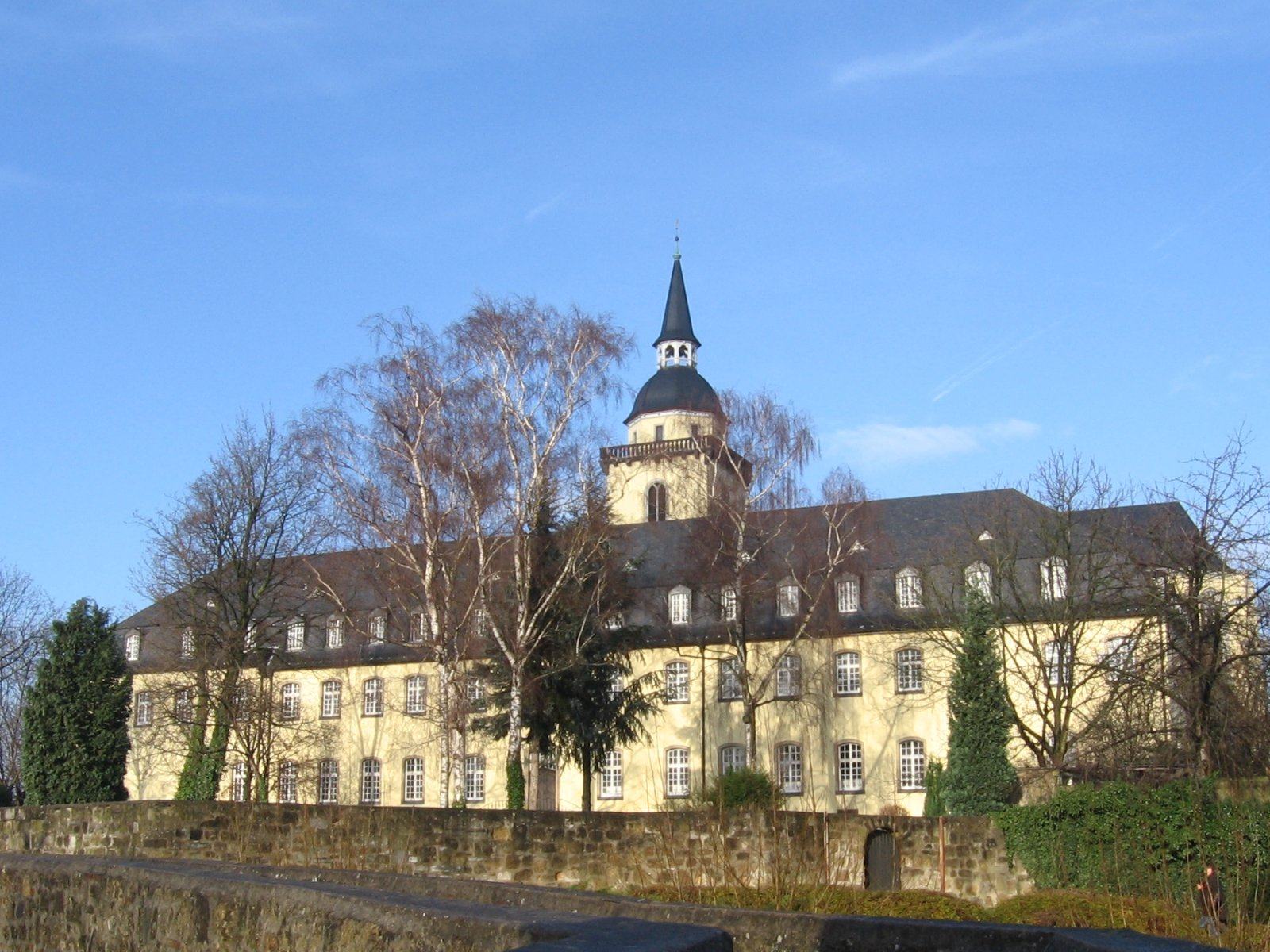
Abtei Michaelsberg (Siegburg)
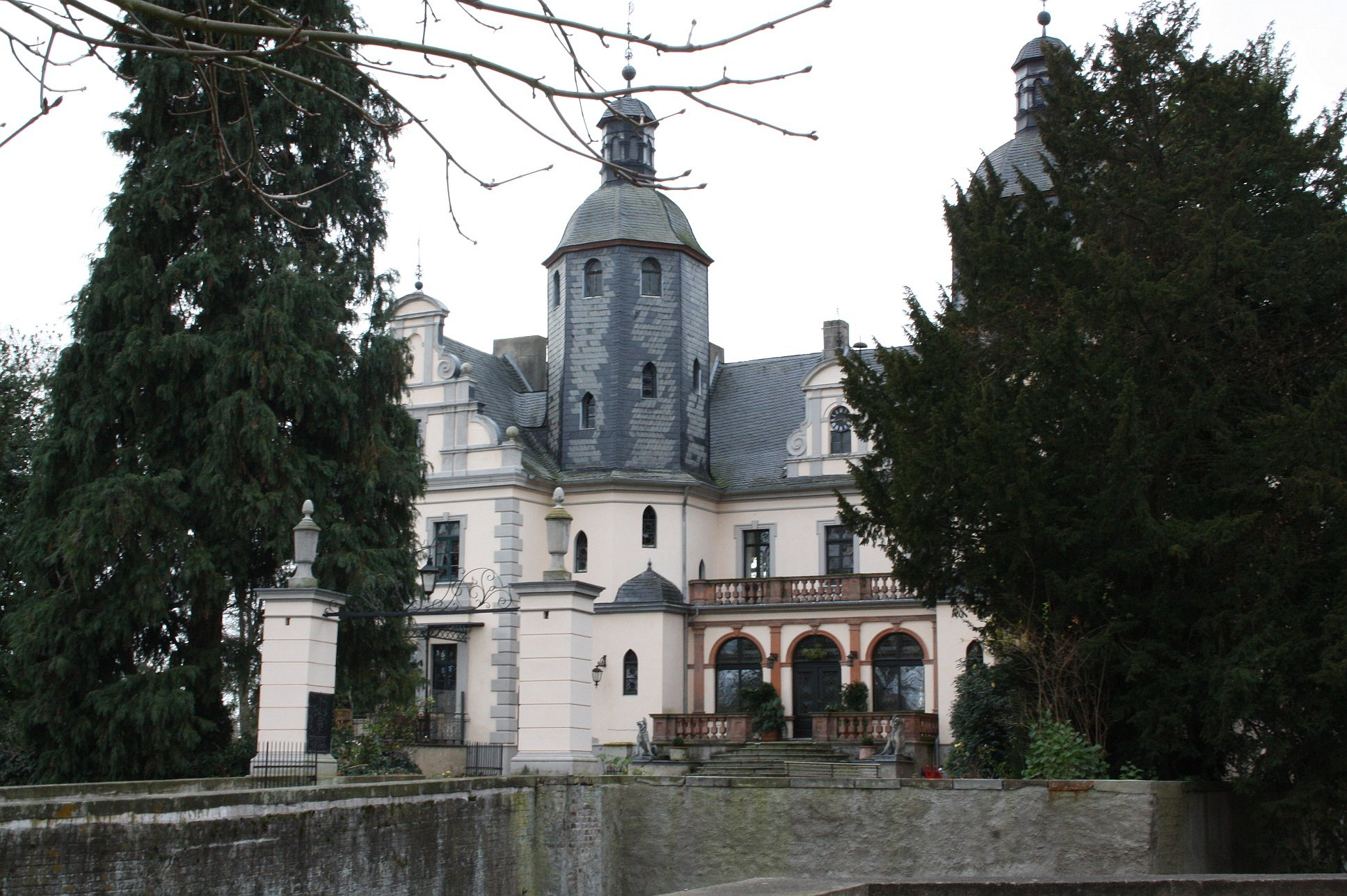
Burg Kriegshoven Heimerzheim (Swisttal)
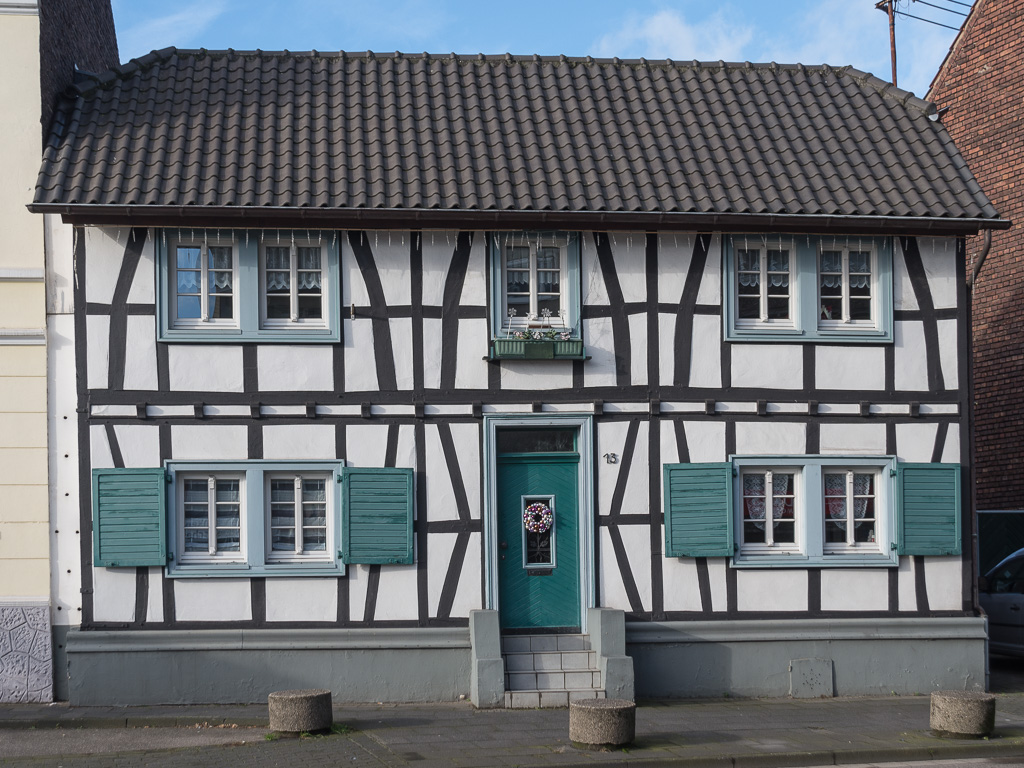
Fachwerkhaus (Troisdorf)
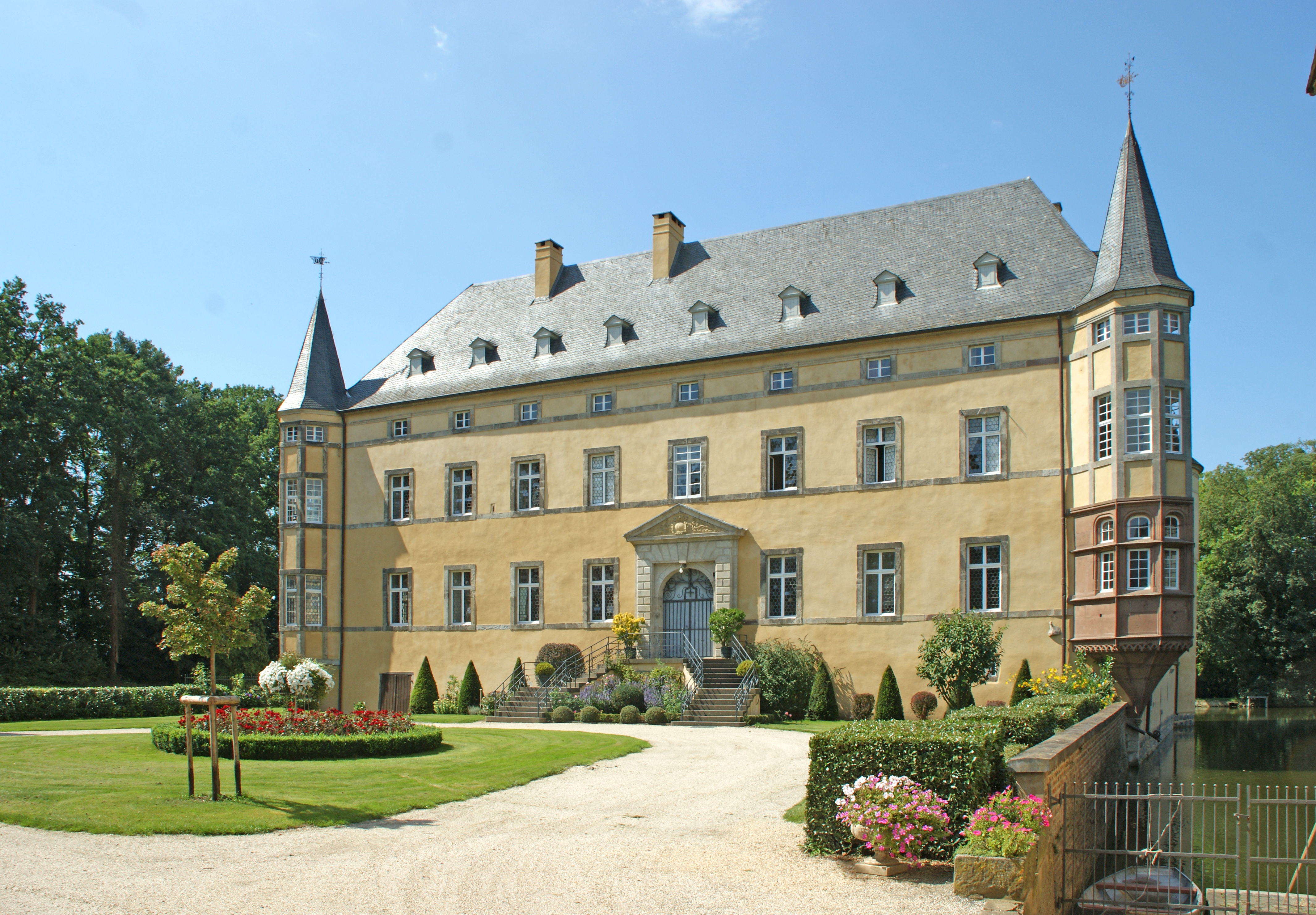
Burg Adendorf (Wachtberg)
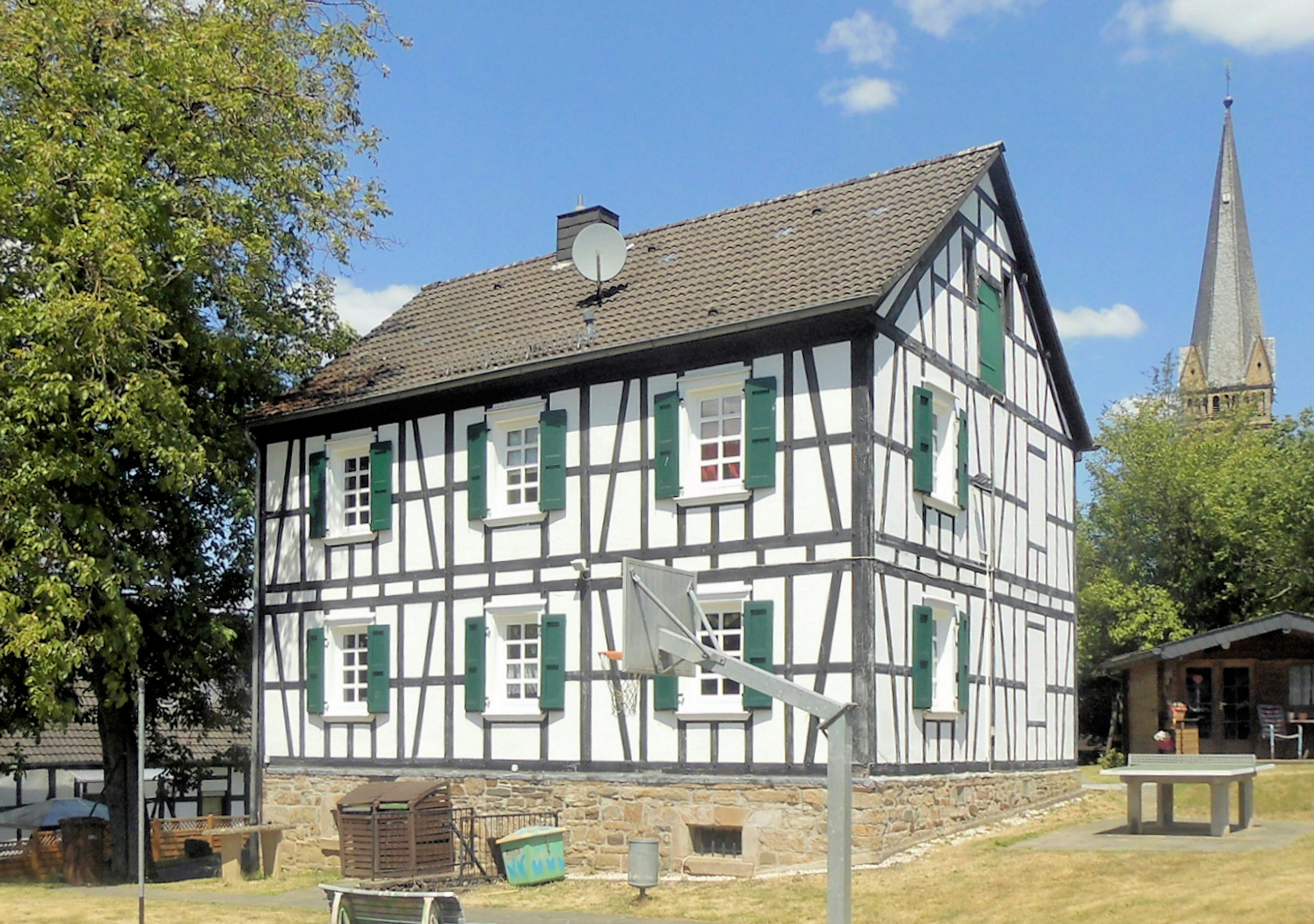
Fachwerkhaus Dattenfeld (Windeck)